# Karl Hardman
Karl Hardman Schon (Pittsburgh, Pennsylvania, 22 maart 1927 - 22 september 2007) was een Amerikaans filmproducent en acteur. Hij produceerde onder andere Night of the Living Dead (1968) en speelde er ook in mee als Harry Cooper. Hij verscheen ook in Santa Claws (1996) als Bruce Brunswick.
Voor zijn filmwerk werkte Hardman aan het radioprogramma Cordic and Company, eerst op WWSW-FM en daarna op KDKA waar het van 1954 tot 1965 draaide. Hardman maakte samen met Bob Trow en Sterling Yates deel uit van de cast. Na het einde van het programma bleef Hardman samenwerken met Regis Cordic nadat de presentator verhuisde naar Los Angeles in 1965. Later bezat hij een opnamestudio in Pittsburgh.
Hardman`s zakenpartner en echtgenote was zijn medespeler uit Night of the Living Dead, Marilyn Eastman, die zijn vrouw speelde in de film. Ze waren 44 jaar bij elkaar. Samen hadden ze een dochter, Kyra Schon, die ook meespeelde in de film als de dochter van het koppel.
Karl Hardman overleed op 80-jarige leeftijd aan alvleesklierkanker.
- Biblioteca Nacional de España: XX4579891
- Bibliothèque nationale de France: cb14185334w (data)
- Gemeinsame Normdatei: 143856669
- International Standard Name Identifier: 0000 0001 1557 6617
- Library of Congress Control Number: no95015351
- Nationale Bibliotheek van Tsjechië: xx0151915
- Nationale Bibliotheek van Israël: 987011288705205171
- Système universitaire de documentation: 117472859
- Virtual International Authority File: 161768220
- WorldCat: E39PBJjt8pmRyhP76GQGMXJxDq